# Karel Tutsch
Karel Tutsch (5. prosince 1941 Brno-Královo Pole – 1. února 2008 Brno) byl původně středoškolský učitel matematiky, který se výrazně zapsal do dějin českého sběratelství a galerijní kultury jako neúnavný propagátor současného umění. Jeho Galerie Na bidýlku (1986–2008), umístěná v podkroví domu na brněnské Václavské ulici, se postupně proměnila v důležité místo setkávání umělců, teoretiků, kurátorů i sběratelů – prostor, kde vznikala inspirativní společenství a nové dialogy.

## Sbírka Karla Tutsche
Cesta Karla Tutsche ke sběratelství začala již v polovině 70. let členstvím ve Spolku sběratelů a přátel exlibris, kde krátce působil i ve vedení brněnské pobočky. Právě zde zorganizoval výstavu grafikovi a historikovi umění Jiřímu Havlíčkovi, jehož exlibris tematicky reflektovala Tutschovy zájmy. Již na konci 70. let pořádal první neoficiální výstavy výtvarníků tzv. šedé zóny (např. Jiří Načeradský, Jiří Sopko) a začal cíleně budovat nejen vlastní sbírku, ale také rozsáhlou knihovnu odborné literatury o současném umění a mezinárodních tendencích.

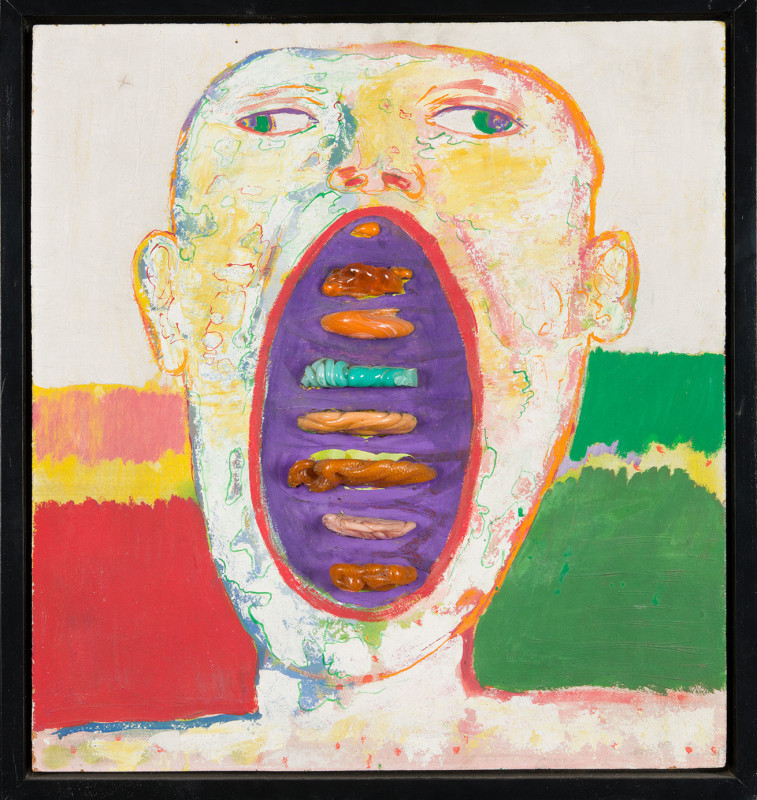
Jiří Sopko, Křik, 1976 (původně ve sbírce Karla Tutsche)

V letech 1986–2008 provozoval v Brně Galerii Na bidýlku, nejstarší soukromou galerii v Československu. V nevelkém podkrovním bytě na Václavské ulici uspořádal během dvaadvaceti let 169 výstav a dalších akcí. Galerie, jejíž činnost byla před rokem 1989 fakticky ilegální, se rychle stala významným prostorem pro prezentaci české a slovenské neoficiální scény. Po roce 1989 navíc často suplovala nedostatečně rozvinutý institucionální výstavní provoz.
První výstavou Galerie Na bidýlku byla přehlídka Jiřího Načeradského (1986). Vedle známých neoficiálních autorů se galerie od počátku zaměřovala také na umělce nastupující generace – členy skupiny Tvrdohlaví, solitéry jako Jan Merta, Jiří Petrbok, Vladimír Kokolia nebo Vladimír Skrepl, i dosud neetablované mladé autory, například Jána Mančušku, Evu Koťátkovou či Tomáše Vaňka. Zejména site-specific instalace Jiřího Davida a Jiřího Kovandy z konce 80. let představovaly v českém prostředí výjimečné experimenty. V 90. letech Tutsch svou sbírku rozšířil také o tvorbu zahraničních autorů, především německých – například André Butzera, Thomase Helbiga, Markuse Selga nebo Christiana Macketanze.
V letech 1987–1989 redigoval a distribuoval samizdatový sborník „Výběr zajímavostí z domova i ciziny“, zaměřený na překlady teoretických textů a reflexi aktuálního kulturního dění. Tím přispěl nejen k šíření informací o soudobém umění, ale i k navazování kontaktů mezi domácí a zahraniční scénou.

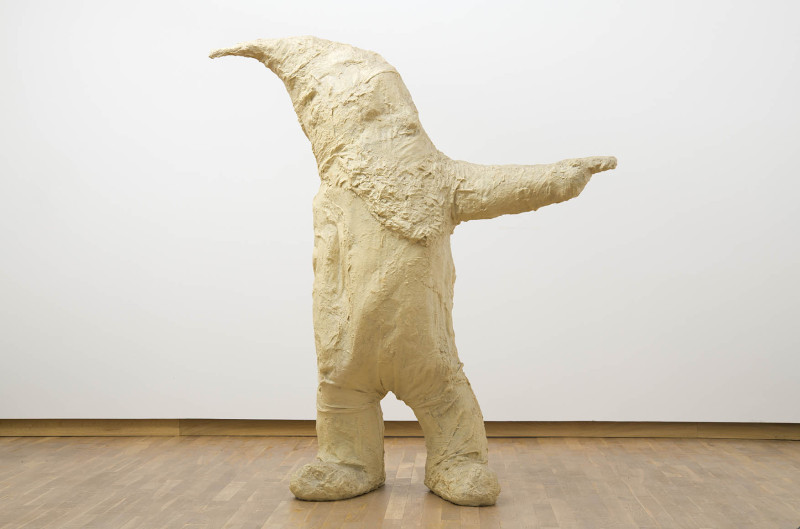
Kurt Gebauer, Pomník Trpaslík, 1985 (původně ve sbírce Karla Tutsche)

Sbírku Karla Tutsche zakoupila Galerie moderního umění v Hradci Králové v roce 2021 s finanční podporou Královéhradeckého kraje. Následujícího roku byla rozšířena o soubor originálních kreseb, které sloužily jako návrhy katalogů výstav pořádaných v Galerii Na bidýlku.
Kolekce čítající více než 1 300 děl představuje výlučný dokument českého sběratelství od 80. let 20. století. Obsahuje zásadní díla českého umění na pomezí moderny a postmoderny od autorů jako Jiří Načeradský, Jiří Sopko, Antonín Střížek, Naděžda Plíšková nebo Alena Kučerová. Vedle malby a grafiky zahrnuje také konceptuální umění, které sběratel systematicky sledoval – například tvorbu Jiřího Kovandy, Jiřího Davida či Jána Mančušky. Sbírka je doplněna o díla zahraničních autorů, mezi nimiž figurují například Andrew Gilbert, Jasper Joffe nebo Thomas Helbig.
Online katalog čítající téměř 1300 položek – od maleb, kreseb, grafik a plastik přes objekty, konceptuální instalace až po artefakty z vernisážových performancí a sběratelské kuriozity – je volně dostupný na webových stránkách GMU.